# バイセイリア
バイセイリア（英: Visalia、発音: [vaɪˈseɪljə] veye-SAYL-yə、バイサリアまたはビサリアと表記されることもある）は、アメリカ合衆国カリフォルニア州のトゥーレアリ郡にある都市。郡庁が立地する。人口は14万1384（2020年）で、郡内最大の都市である。サンフランシスコから南東に370km、ロサンゼルスからは北に310kmの位置にある。サンホアキン・バレーにあり、農業が盛んである。
「セコイアへの入り口」と呼ばれることが多く、また「バレーの戴冠用宝玉」という渾名もある。
バイセイリアは1852年に設立され、ストックトンとロサンゼルスの間では最古の恒久的内陸開拓地となった。トゥーレアリ郡の郡庁所在地であり、郡内では人口最多、国内でも最大級に生産的な単一農業地域と言われるセコイア・バレーの経済中心である。国内でも標高が高い方であるシエラネバダ山脈までは数マイルの距離にあり、最高峰のホイットニー山はトゥーレアリ郡とインヨー郡の中にある。地球上で最大の生物であるジャイアント・セコイアの木が育つセコイア国立公園に最も近い都市である。このために「バレーがジャイアンツに会う所」とも呼ばれている。

## 歴史
バイセイリアの地域に最初に入ったのは数千年前のヨクート族とモノ族インディアンだった。ヨーロッパ人が最初にこの地を訪れたのが何時かは不明だが、最初に文書で記録を残したのは1722年のスペイン軍人で探検家のペドロ・ファヘスだった。
1850年にカリフォルニアがアメリカ合衆国の州に昇格したとき、トゥーレアリ郡は存在しなかった。現在のトゥーレアリ郡となっている地域はより大きなマリポサ郡の一部だった。1852年、何人かの開拓者がこの地域に入り、ここをフォー・クリークスと呼んだ。この地域にはシエラネバダ山脈から多くのクリークや川が流れ出していたことからこの名前が付けられた。その水が広い範囲の湿地を作り、壮大なオークの森が作られていた。開拓者の中の熱心な集団が州議会に郡創設を請願し、1852年7月10日にトゥーレアリ郡が生まれた。
開拓者達が建設した砦の最初期の住人はナサニエル・バイズだった。バイズは新しい開拓地を測量する責任があった。1852年11月に「この町には60ないし80人の住人がおり、そのうち30人は就学年齢の子供である。町はカウェア川の小区画にあり、トゥーレアリ郡の庁舎所在になるべく運命付けられていた」と記した。1853年、その予言が現実になり、バイセイリアはその時以降郡庁所在地であり続けている。バイセイリアはバイセイリアはナサニエル・バイズの先祖の故郷であるケンタッキー州バイセイリアの名前に因んで名付けられた。
バイセイリアの初期の成長はカーン川沿いのゴールドラッシュが一部貢献した。金に対する熱に浮かされた渡りの採鉱者がバイセイリアを通って進み、その誘惑が実現されないことが分かったときに、バイセイリアに戻って住み着き、家族を育てた。1859年、セントルイスからサンフランシスコを結んだジョン・バターフィールドの山岳駅馬車道の通過点となった。その跡を示す銘板が東メインストリート116に立てられている。初期住民の中にはバターフィールド駅馬車道を通る旅人を餌食にする悪名高く扱いにくい人々がいた。駅馬車の停車場となった中心街周辺に酒場やホテルが出現し、商売はいくらか危険性を伴ったとしても活発だった。
その次に記憶すべき出来事は1860年にテレグラフ（電報）が通じたことだった。バイセイリアの住人はアメリカ東海岸で起こっている出来事に関する情報を時をおかず手に入れることができ、それが南北戦争に発展することになった。この南北戦争中、バイセイリアの多くの住人は北部と南部どちらに付いたものか判断できず、単純にメインストリートで自分達の縮小版内乱を戦った。誰も戦争の帰結が分からなかったが、明らかに参加者達の満足のいくように結果が出た後で、生活は常態に戻った。しかし連邦政府はそれほど容易に納得せず、分離行動に関する心配に対応して南部寄りの新聞であるイクォールライツ・イクスポジッター紙を発禁にし、守備隊を結成させた。1862年にキャンプ・バビットが建設され、南部に対するあからさまな支持を止めさせ、地域の法と秩序を維持するものとされた。この南北戦争中の1864年、バイセイリアが自治体化され町として新たな権利を得た。
バイセイリアはさらに1874年に市に昇格し、市議会と職権上の市長および議長が生まれた。
1904年バイセイリア電気鉄道が法人化された。
2009年と2010年、バイセイリアではアムジェン・ツアー・オブ・カリフォルニアが開催された。

## 市の概観
バイセイリアは幾つかの地区に分かれており、その幾つかは編入済みの地域あるいは地域社会である。バイセイリア周辺には幾つかの独立した都市もあり、それらは直近にあるために一般にはバイセイリア市の中にグループ化されている。通常、市内は中心街、北バイセイリア、イーストサイド、南西バイセイリア、工業地域、ムーニーおよびウェストサイドに分割されている。 

## 地理
バイセイリアは北緯36度19分27秒 西経119度18分26秒 / 北緯36.32417度 西経119.30722度に位置し、不規則な形をしている。アメリカ合衆国国勢調査局に拠れば、市域全面積は28.6平方マイル (74.0 km2)であり、全て陸地である。
この地域で標高が最も高いのはホイットニー山（標高 4,418 m）である。市内の丘陵部はベニスヒルズと呼ばれ、シエラネバダ山脈の山裾全体が市の東部にある。山岳から流れ出す水流は4本ある。元も大きな川がセントジョンズ川であり、カウェア川の分水ダムに始まり、水流のある季節が限られている。その他、ミル・クリーク、キャメロン・クリーク、パックウッド・クリークが流れている。市内を流れる小さなクリークはたくさんある。フライアント・カーン運河はシエラネバダ山脈丘陵部の西端にそって、市の直ぐ東を通っている。

### 地質
バイセイリアは環太平洋火山帯に近接しているので、地震の影響を受けやすい。地質的不安定性のために地表および地中に多くの断層が生まれており、年間約1万回の地震を起こしている。大きな断層の一つがサンアンドレアス断層である。これまで大きな地震に襲われたことはない。ほんの数回の地震を除いては規模が小さく有感地震とはならない。市の一部は洪水にも見舞われやすい。サンホアキン・バレーと都市圏は隠れ突き上げ地震の危険性もある。

### 気候
バイセイリアは幾分地中海性気候に似ているが、ステップ気候（ケッペンの気候区分Bsh）の方に近く、砂漠気候（ケッペンの気候区分BWh）にまではならない程度に降水量がある。年間を通じてたっぷりと日照を楽しめ、測定可能な降水は年26日だけである。
4月から10月は暖かい気候から暑い気候となり、乾燥している。日中の平均最高気温は 74–94 °F (23–34 ℃) であり、夜間の平均最低気温は 48–65 °F (9–18 ℃) である。しかし、気温が100 °F (38 ℃) を超えることも多く、時として 105 °F (41 ℃) に達する。
11月から3月は温暖で雨が多い。日中の平均最高気温は 54–67 °F (12–19 ℃) であり、夜間の平均最低気温は 36–45 °F (2–7 ℃) である。しかし、気温が 30s (〜5 ℃) を下回ることもあれば、 70 °F (21 ℃) まで上がることもある。
年間平均降水量は11 インチ (279.40 mm) であり、主に冬と春（11月から3月）に降るが、概して軽い夕立程度である。時には激しい雨と雷に見舞われることもある。サンホアキン・バレーは雨が少ないが、山岳部は多い。平均して雨の降る年は稀であり、乾燥した年（恐らく7–8 インチ、180–200 mm）が続いた後に平均以上となる年が1、2年続く。降雪は極めて稀であるが、市域から数マイル東に行っただけの山岳部は毎冬降雪がある。市内での過去最高降雪量は1999年1月25日の 3 インチ (7.62 cm) に満たない値だった。
| バイセイリア（1971年-2000年）の気候 | バイセイリア（1971年-2000年）の気候 | バイセイリア（1971年-2000年）の気候 | バイセイリア（1971年-2000年）の気候 | バイセイリア（1971年-2000年）の気候 | バイセイリア（1971年-2000年）の気候 | バイセイリア（1971年-2000年）の気候 | バイセイリア（1971年-2000年）の気候 | バイセイリア（1971年-2000年）の気候 | バイセイリア（1971年-2000年）の気候 | バイセイリア（1971年-2000年）の気候 | バイセイリア（1971年-2000年）の気候 | バイセイリア（1971年-2000年）の気候 | バイセイリア（1971年-2000年）の気候 |
| 月                                  | 1月                                 | 2月                                 | 3月                                 | 4月                                 | 5月                                 | 6月                                 | 7月                                 | 8月                                 | 9月                                 | 10月                                | 11月                                | 12月                                | 年                                  |
| ----------------------------------- | ----------------------------------- | ----------------------------------- | ----------------------------------- | ----------------------------------- | ----------------------------------- | ----------------------------------- | ----------------------------------- | ----------------------------------- | ----------------------------------- | ----------------------------------- | ----------------------------------- | ----------------------------------- | ----------------------------------- |
| 平均最高気温 °C （°F）              | 12.3 (54.2)                         | 16.5 (61.7)                         | 19.3 (66.8)                         | 23.2 (73.7)                         | 27.6 (81.6)                         | 31.8 (89.2)                         | 34.3 (93.8)                         | 33.4 (92.2)                         | 30.5 (86.9)                         | 25.6 (78.0)                         | 17.6 (63.7)                         | 12.3 (54.2)                         | 23.7 (74.7)                         |
| 平均最低気温 °C （°F）              | 3 (37.4)                            | 5.1 (41.1)                          | 7.2 (44.9)                          | 8.9 (48.1)                          | 12.2 (54.0)                         | 15.6 (60.1)                         | 18.2 (64.8)                         | 17.7 (63.8)                         | 15.2 (59.3)                         | 11 (51.8)                           | 5.7 (42.2)                          | 2.3 (36.2)                          | 10.2 (50.3)                         |
| 降水量 mm （inch）                  | 51.6 (2.03)                         | 49.5 (1.95)                         | 54.6 (2.15)                         | 20.3 (.80)                          | 9.4 (.37)                           | 3.6 (.14)                           | 0.3 (.01)                           | 0.5 (.02)                           | 6.4 (.25)                           | 16.5 (.65)                          | 29.7 (1.17)                         | 37.8 (1.49)                         | 280.2 (11.03)                       |
| 出典：NOAA August 2010              |                                     |                                     |                                     |                                     |                                     |                                     |                                     |                                     |                                     |                                     |                                     |                                     |                                     |

### 植物相
バイセイリアの地域はクリーク、川、丘および山と多様な生息域があるために自然の植物種が豊富である。その中にはかおりスギ（Calocedrus decurrens）、オーク（Quercus lobata）、カリフォルニアベイ（Umbellularia californica）、マンザニタ（Arctostaphylos manzanita）、サルビア（Salvia spathacea）、マウンテン・マホガニー（Cercocarpus betuloides）、ミルクウィード（Asclepias speciosa）、カリフォルニアフクシア（Epilobium cleistogamum）、モンキーフラワー（Mimulus）、ペンステモン、ウェスタンメリカ（Melica californica）、およびディアグラス（Muhlenbergia rigens）がある。

### 環境問題
バイセイリアはその地形や自動車に強く依存していること、および農業のために、スモッグという形の大気汚染がある。この地域やサンホアキン・バレー内の他の部分は、自動車、航空機、機関車、農業、製造業などの発生源からでる排気ガスを保持して大気逆転を起こしやすい。スモッグを晴らす雨に頼っている他の都市とは異なり、この地域では年間雨量11.03インチ (280 mm) と雨が少ない。大気の汚染が何日も続くことがある。バイセイリアや他の主要都市の大気質の問題で、清浄空気法など国内の環境法が成立することになった。最近ではカリフォルニア州が全国に先駆けて低排出ガス自動車を義務付けることで大気汚染を抑えようと動いている。夏は乾燥して暑いためにこの時期だけがスモッグが特に多い。冬は暴風がスモッグを払うことになり、それほど問題ではない。電気自動車やハイブリッドカーなど汚染を減らす手段の中でもより積極的な手段が選ばれ、スモッグを今後減り続けさせようとしてきた。
その結果、ここ数十年で汚染のレベルは減ってきた。スモッグ警報ステージ1の発報回数は1970年代の年間100回以上から新千年紀に入ってからほとんどゼロのレベルになった。このような改善にも拘わらず、アメリカ呼吸器学会の2006年報告書では、短期間汚染度と年間汚染度の指標でバイセイリア市を全国第11位に汚染されている都市とした。2007年の報告書では第4位にまで上昇し、2008年の報告書では短期間で3位、年間で4位とされた。

## 経済
バイセイリアの経済は農業（特にブドウ、オリーブ、綿花、柑橘類および種苗）、畜産業および物流と製造施設（電子部品と紙製品は重要な工業部門）に支えられている。軽工業と工業・商業の物流はバイセイリアの市民雇用数が最も成長している部門である。
トゥーレアリ郡、セコイア・カレッジおよびカウェアデルタ医療センターが市の主要な雇用主である。
市内には2つのショッピングセンターがある。バイセイリア・モールは1964年にオープンし、カリフォルニア州では初の屋内型ショッピングセンターだった。セコイア・モールは1975年にオープンした。
スプリント・ネクステルの「4G」携帯電話を最初のテストマーケットとして採用したカリフォルニア州の4都市の1つがバイセイリアであることは、テレビやインターネットで宣伝されている。

### 主要雇用主
バイセイリアの包括的年間財務報告書2008年版によれば、市内の大きな雇用主トップ10は以下の通りである。
| 順位 | 雇用主                       | 従業員数 |
| ---- | ---------------------------- | -------- |
| 1    | トゥーレアリ郡               | 4,981    |
| 2    | バイセイリア統合教育学区     | 2,372    |
| 3    | カウェアデルタ医療センター   | 2,123    |
| 4    | シグナ                       | 900      |
| 5    | セコイア・カレッジ           | 750      |
| 6    | バイセイリア市               | 513      |
| 7    | バイセイリア医療クリニック   | 300      |
| 8    | ジョー・アン・ストアズ       | 260      |
| 9    | インターナショナル・ペーパー | 240      |
| 10   | カリフォルニア・プレッチェル | 225      |
| 10   | ウォルマート                 | 225      |

## 文化
参照：バイセイリア出身の人物

### 大衆文化の中で
- バイセイリアはテレビ番組24 -TWENTY FOUR-、シーズン 2の幾つかのエピソードで紹介されているが、登場人物の多くが市名の発音を誤っている
- ラリー・クラークとエドワード・ラックマンが監督し、議論の多い2002年の映画Ken Parkは、バイセイリア市で撮影された。アメリカ合衆国国内で上映されることはなく、ヨーロッパなど海外で知られている
- ケビン・コスナーはマウント・ホイットニー高校に1学期のみ通った。その映画Bull Durhamでは60年間以上市を本拠にした町のプロ野球チームであるバイセイリア・オークス（現在のバイセイリア・ローハイド）に言及している

### 宗教
バイセイリア都市圏にはキリスト教徒が233,293人いて（市内は85,000人）、最も多い宗教人口となっている。メノナイト、カトリック教会、アッセンブリーズ・オブ・ゴッド教団、南部バプテスト協議会、アメリカ・バプテスト教会、末日聖徒イエス・キリスト教会、ナザレ教会、合同メソジスト教会、セブンスデー・アドベンチスト教会、クリスチャン教会およびチャーチズ・オブ・クライストなど多くの教会が市内に散らばっている。その大半はコールドウェル・アベニュー沿いのサウスバイセイリアにある。
バイセイリア住民は多民族であるために、多様な宗教が信仰されている。ユダヤ教、イスラム教、仏教、ヒンドゥー教、ゾロアスター教、シーク教、バハイ教、東方正教会、スーフィズムなどである。例えば東南アジアからの移民が仏教寺院を建立し、バイセイリア地域では唯一の仏教寺院としている。

### メディア
バイセイリアの主要日刊紙は「バイセイリア・タイムズ・デルタ」である。スペイン語では「エル・ソル」紙がある。多くの小さな地域新聞、週刊紙、雑誌もあり、「バレー・ボイス・ニューズペーパー」、「トゥーレアリ・アドバンス・レジスター」、「トゥーレアリ・ボイス」、「バレー・レスポンス」、「ROIマガジン」、「リビング・ヒア」などがある。オンラインの雑誌としてはトゥーレアリ郡全体をカバーする双方向市民雑誌としてVisaliaGrapevine.comがある。英語やスペイン語以外にも、アルメニア、ラオス、モンおよび中国など母国語で移民社会に配布される定期刊行物がある。バイセイリア市に隣接する都市も独自の新聞を発行しており、バイセイリアの特定地区と内容が重なるものもある。

### スポーツ
バイセイリアはバイセイリア・ローハイドが本拠地にしている。これはメジャーリーグベースボールのアリゾナ・ダイアモンドバックス傘下でハイAクラスマイナーである。ローハイドはレクリエーション・パークを試合場にカリフォルニアリーグに参加している。

## 教育

### カレッジと大学
セコイア大学はコミュニティ・カレッジであり、バイセイリア市では唯一の公立カレッジである。サンホアキン・バレー・カレッジは市内唯一の私立カレッジである。
チャップマン大学とフレズノ・パシフィック大学の2つの大学が市内に分校キャンパスを構えている。
バイセイリア市はセントラルバレーの人口10万人以上の都市で唯一4年制大学の無い町である。

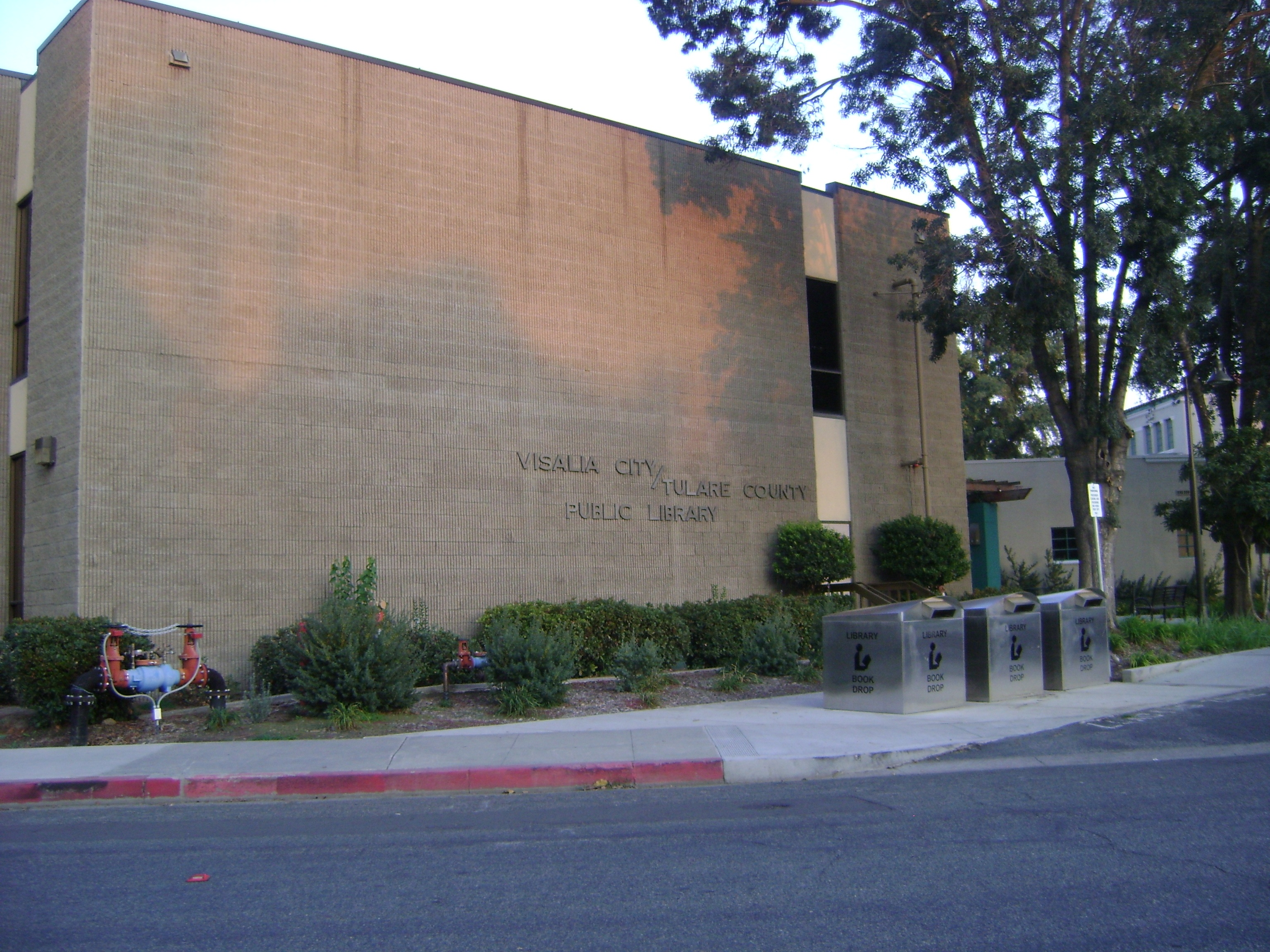
トゥーレアリ郡公共図書館バイセイリア支所

### 学校と図書館
バイセイリア統合教育学区がバイセイリア全市と周辺社会を管轄しており、就学児童・生徒の数は約3万人である。トゥーレアリ郡公共図書館がバイセイリア中心街にある最大の支所、バイセイリア分館を運営している。市内はバイセイリア学習センターなど幾つかの小さな図書館がある。

## 交通

### 公共交通
バイセイリア交通（元はバイセイリア市コーチ）が環境に優しく利便な公共輸送機関を、バイセイリア、ゴーシェン、ファーマーズビルおよびエクセターの街中で行き来させている。またバイセイリア、ゴーシェン、ファーマーズビルの中では乗り合いのオンデマンド方式でドアツードアの輸送も提供している。
バイセイリア・タウン・トローリーが中心街で運行されている。トゥーレアリ郡地域交通はバイセイリアと地域全体の小さな社会との公共輸送を担当している。月曜から土曜日までの定期便やオンデマンド便がある。セコイア・シャトルはバイセイリアとスリーリバーズからセコイア国立公園までの至便で手頃な料金、また環境に優しい代替交通機関を提供している。ザ・ループは、青少年の活動が行われる市内の地域センターやレクリエーションセンターまで就学年齢の児童を簡単に安全に無料で送り届ける手段である。

### 航空
バイセイリアにはバイセイリア市民空港がある(IATA: VIS, ICAO: KVIS, FAA LID: VIS)。
その他の近接する商業空港には次のものがある。
- (IATA: FAT, ICAO: KFAT, FAA LID: FAT) フレズノ・ヨセミテ国際空港、フレズノ市が所有し、サンホアキン・バレー全体で利用している。
- (IATA: BFL, ICAO: KBFL, FAA LID: BFL) メドウズフィールド空港、カーン郡空港とも呼ばれる、サウス・バレー全体で利用している。

## 人口動態
以下は2009年の人口推計データである。
| 基礎データ - 人口: 123,670人 - 世帯数: 39,589世帯 - 家族数: 37,255家族 人種別人口構成 - 白人: 75.3% - アフリカン・アメリカン: 2.1% - ネイティブ・アメリカン: 0.5% - アジア人: 6.5% - その他の人種: 6.6% - 混血: 1.9% - ヒスパニック・ラテン系: 35.3% 年齢別人口構成 - 18歳未満: 31.3% - 18-24歳: 9.6% - 25-44歳: 28.5% - 45-64歳: 19.7% - 65歳以上: 10.9% - 年齢の中央値: 32歳 - 性比（女性100人あたり男性の人口） - 総人口: 93.2 - 18歳以上: 88.9 | 世帯と家族（対世帯数） - 18歳未満の子供がいる: 41.1% - 結婚・同居している夫婦: 54.9% - 未婚・離婚・死別女性が世帯主: 14.1% - 非家族世帯: 25.8% - 単身世帯: 20.7% - 65歳以上の老人1人暮らし: 8.4% - 平均構成人数 - 世帯: 3.05人 - 家族: 3.64人 収入と家計（2007年推計） - 収入の中央値 - 世帯: 51,870米ドル - 家族: 61,074米ドル - 性別 - 男性: 36,670米ドル - 女性: 26,717米ドル - 人口1人あたり収入: 23,475米ドル - 貧困線以下 - 対人口: 13.3% - 対家族数: 10.1% |

## 政治

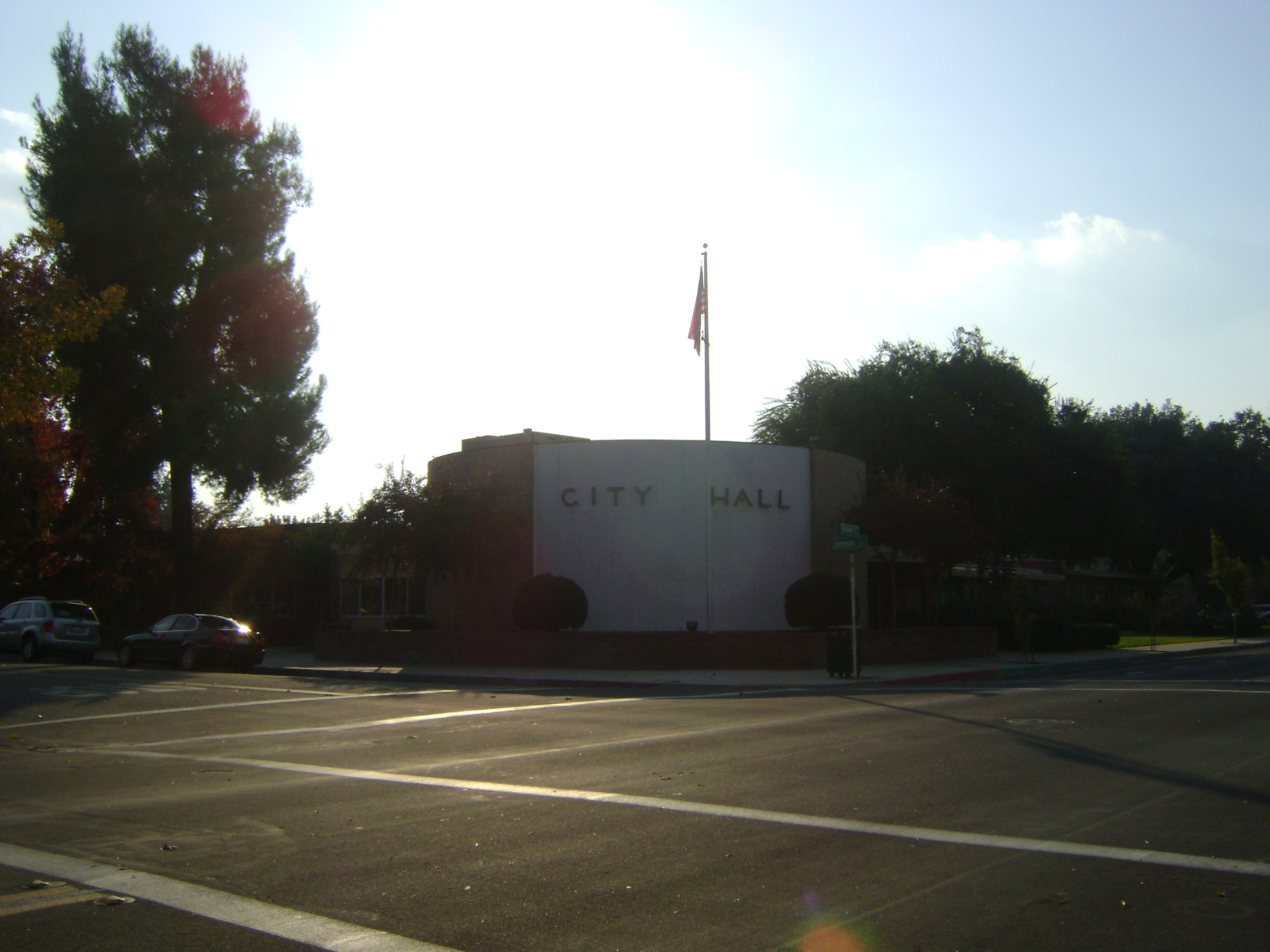
バイセイリア市役所

### 市政府
サンホアキン・バレーの大半と同様に共和党支持で登録している有権者の数が民主党のそれよりも多い。
バイセイリアの登録有権者は51,718人であり、約31.9％が民主党支持、49.1％が共和党支持である。残りの19.0％は独立系であるか、アメリカ緑の党やリバタリアン党のような小政党支持者である。
バイセイリアは5人の委員による市政委員会が治める一般法都市であり、市長と副市長も市制委員会のメンバーである。市政委員会がシティ・マネジャーを雇用し、政策を実行し、執行役員として機能させている。奇数年に市制委員の2人または3人が改選され、4年間の任期を務める。毎年春に市政委員会が招集され、委員の互選で市長と副市長が選出されている。

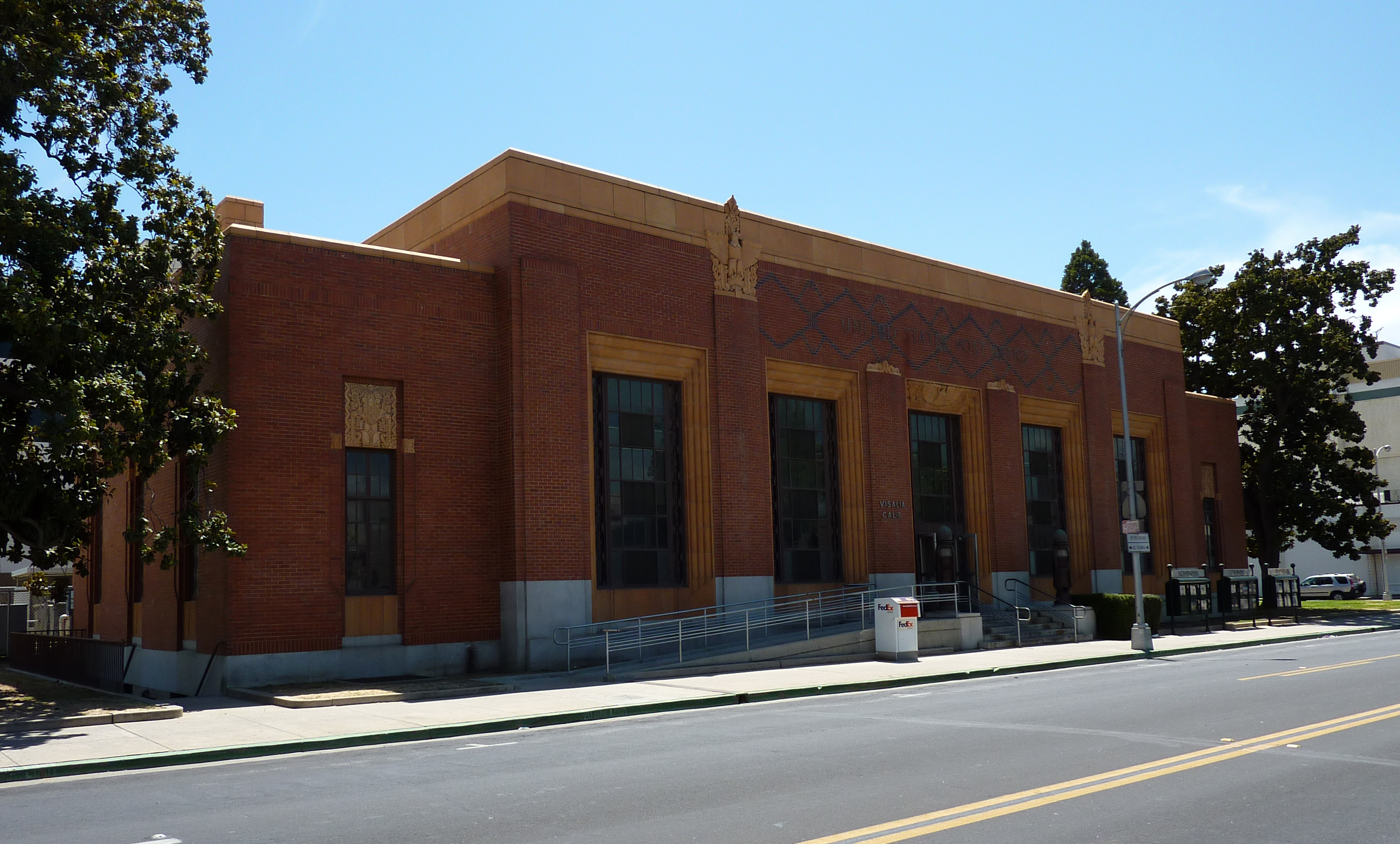
バイセイリア・タウンセンター郵便局

### 州と連邦議会
カリフォルニア州議会では、上院の第18および下院の第36選挙区に属している。連邦議会下院ではカリフォルニア州第21選挙区に属し、クック投票動向指数では共和党+13となっている。2010年時点ですべて共和党議員が務めている。
アメリカ合衆国郵便公社がタウンセンター、バイセイリアおよびミレニアムの各郵便局を運営している。タウンセンター郵便局は1985年1月11日にアメリカ合衆国国家歴史登録財に登録された。

## 姉妹都市
バイセイリアは2つの都市と姉妹都市を結んでいる。
- 日本、兵庫県、三木市
- イタリア、プッリャ州、バーリ県、プティニャーノ